# Rosenheimer Kurve
De Rosenheimer Kurve is een spoorverbinding tussen het traject Rosenheim – Salzburg en het traject Rosenheim – Kufstein als spoorlijn 5707 onder beheer van DB Netze.

## Geschiedenis

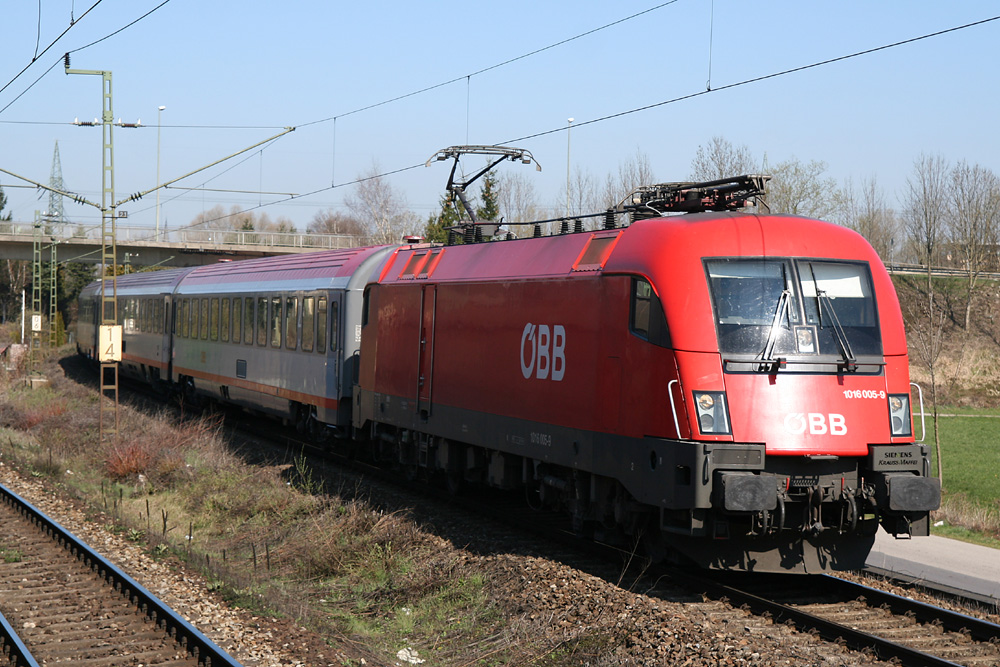
Doorgaande trein op de Rosenheimer Kurve

Omdat de treinen van Salzburg naar Tirol door Oostenrijk zelf om moeten rijden als gevolg van de loop van dalen, rijden intercity's een stuk door Duitsland, het Deutsches Eck geheten, wat korter is. Hierbij moesten treinen in station Rosenheim kopmaken. Vooral bij getrokken treinen is dit een probleem omdat de loc omgerangeerd moet worden, en na het koppelen er een tijdrovende remproef gedaan moet worden.
Het traject werd in 1982 geopend ten behoeve van de doorgaande treindienst tussen Salzburg en Innsbruck en verder.

## Treindiensten

### ÖBB
De Österreichische Bundesbahnen of ÖBB (Oostenrijkse Staatsspoorwegen) is de grootste spoorwegmaatschappij van Oostenrijk. De Oostenrijkse staat bezit alle aandelen in de ÖBB-Holding AG.
Intercity treinen tussen Salzburg en Innsbruck gebruiken in verband met de kortere reistijd dit traject.
Door ingebruikname hoeft in Rosenheim niet meer kopgemaakt te worden.

## Aansluitingen
In de volgende plaatsen was of is er een aansluiting van de volgende spoorwegmaatschappijen:

### Rosenheim
- München – Rosenheim spoorlijn tussen München en Rosenheim
- Mangfalltalbahn spoorlijn tussen Holzkirchen en Rosenheim
- Rosenheim – Mühldorf spoorlijn tussen Rosenheim en Mühldorf
- Rosenheim – Salzburg spoorlijn tussen Rosenheim en Salzburg
- Rosenheim – Kufstein spoorlijn tussen Rosenheim en Kufstein
- Rosenheimer Kurve verbindingsboog tussen Salzburg en Kufstein

## Elektrische tractie
Het traject werd geëlektrificeerd met een spanning van 15.000 volt 16 2/3 Hz wisselstroom.